# Edgar Andrews
Edgar Harold Andrews, (Didcot, Oxfordshire, 16 december 1932) is een Engelse natuurkundige en ingenieur. Hij is emeritus hoogleraar materiaalkunde aan de Universiteit van Londen (Queen Mary College). Hij woont in Welwyn Garden City, Hertfordshire, Engeland.

## Opleiding, kwalificaties en specialismen
Nadat hij in 1953 aan de Universiteit van Londen zijn BSc in de theoretische natuurkunde had gehaald, en in 1960 een PhD in de toegepaste of technische natuurkunde (specifiek de experimentele vastestoffysica), haalde hij in 1968 een DSc (hoger doctoraat) in de natuurkunde (specifiek de polymeerfysica, toegekend door vakgenoten na beoordeling van enkele van zijn gepubliceerde werken).
Hij werd op de vroegst mogelijke leeftijd van 25 jaar lid van het Instituut voor de Natuurkunde (FInstP), is lid van het Institute of Materials, Minerals and Mining (FIMMM), Chartered Engineer (CEng, UK - geregistreerd technisch ingenieur bij de Engineering Council UK, het Britse regulerende orgaan voor technisch ingenieurs) en Chartered Physicist (CPhys - een speciale status toegekend door het Instituut voor de Natuurkunde voor een van zijn specialisaties in de natuurkunde en zijn professionele bekwaamheden).

## Loopbaan
Van 1953 tot 1955 was Andrews technisch medewerker bij Imperial Chemical Industries Ltd., Welwyn Garden City, Engeland. Van 1955 tot 1963 was hij de hoofdnatuurkundige bij de Rubber Producers' Research Association in Welwyn Garden City. Van 1963 tot 1968 was hij universitair docent materiaalkunde, en in 1967 richtte hij de afdeling materiaalkunde op aan het Queen Mary College aan de Universiteit van Londen. Deze afdeling vormde samen met vijf andere afdelingen de faculteit technische wetenschappen. Hij begon als hoofd van de afdeling materiaalkunde, en later werd hij decaan van de faculteit technische wetenschappen. Van 1968 tot 1998 was hij hoogleraar materiaalkunde.
Naast zijn werk aan de universiteit was hij ook directeur van QMC Industrial Research Londen (1970-1988), Denbyware PLC Ltd (niet-uitvoerend directeur, 1971-1981), Materials Technology Consultants Ltd Welwyn Garden City (1974-heden), Evangelical Press (1975-2004) en Fire and Materials Ltd (1985-1988). Hij zat vijf jaar in de Wetenschappelijke Adviesraad van Neste Oil - de nationale oliemaatschappij van Finland die in 1948 werd opgericht onder naam Neste Oy. Hij was de eerste president van de Biblical Creation Society en was hoofdredacteur van de Evangelical Times (1998-2008).
Andrews was meer dan dertig jaar internationaal adviseur van de Dow Chemical Company (VS en EU) en twintig jaar adviseur van de 3M Company (VS). Hij trad ook veelvuldig op als getuige-deskundige bij rechtszaken in het Britse Hooggerechtshof en in gerechtshoven in de VS en Canada.
Andrews heeft meer dan honderd wetenschappelijke studies en boeken gepubliceerd, alsook twee bijbelcommentaren en verscheidene werken over wetenschap, religie en theologie. Bovendien verschenen enkele van zijn artikelen in de Proceedings of the Royal Society (Engelands voornaamste wetenschappelijke tijdschrift).
Sinds de stichting van de Campus Church in 1992 in Welwyn Garden City, Hertfordshire, was hij daar ouderling, leraar en voorganger. De kerk had sinds de stichting ouderlingen die tevens voorganger waren en evenveel gezag hadden. De stichters waren Andrews en Bill Clark. Na Clark werd Stephen Bignall de eerste betaalde predikant. Hij vertrok in 2010 naar zijn vaderland Australië. In 2012 werd studentenpastor Chris Davies aangetrokken, die in september 2014 fulltime predikant werd. Vanaf die tijd werd Andrews hulppredikant, maar ook daarnaast was hij ook nog steeds actief als spreker. De Campus Church heet tegenwoordig Garden City Church. Andrews is daar ouderling.

## Onderscheidingen en wetenschappelijke erkenning

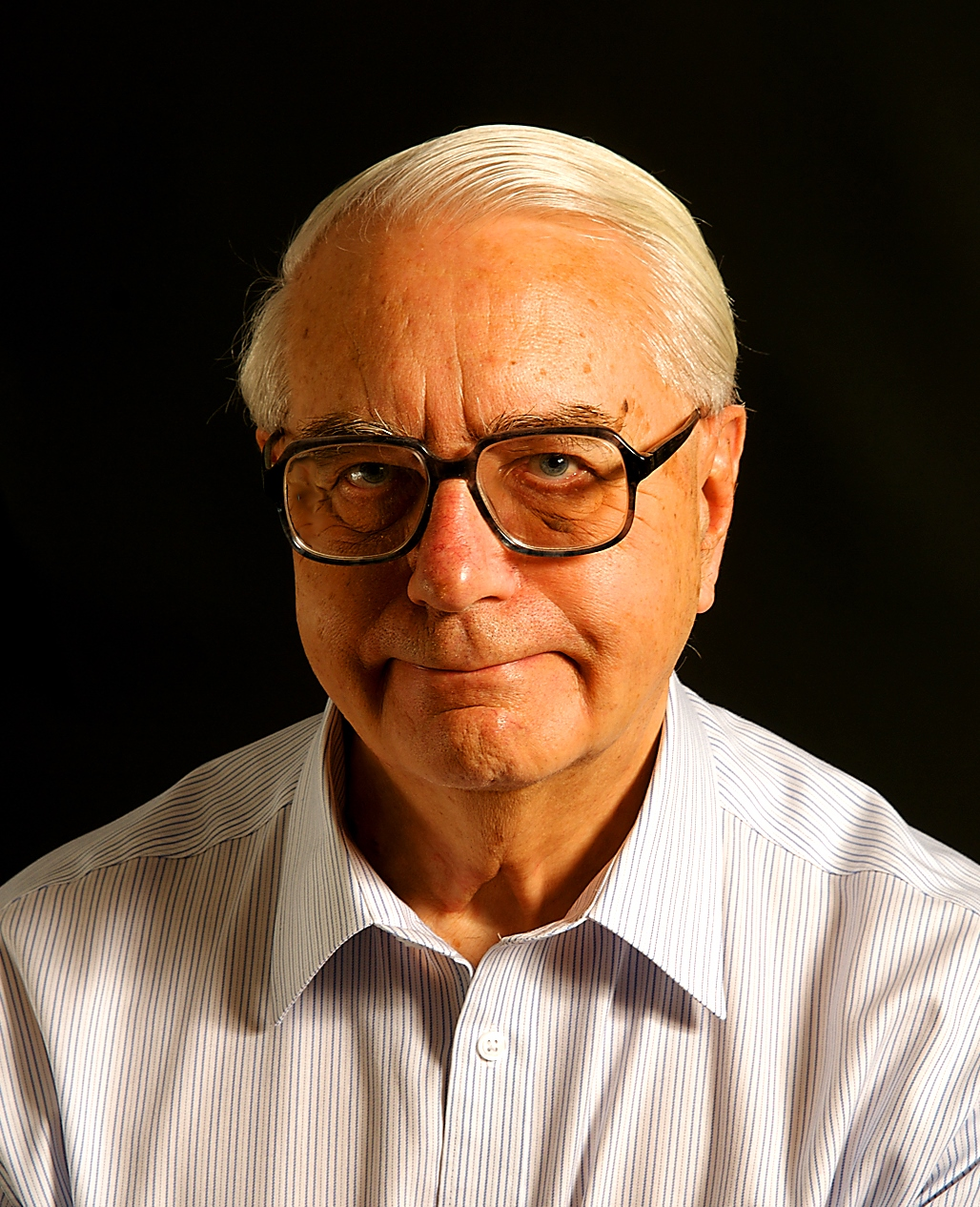
Andrews in 2009

In 1977 ontving Andrews de A.A. Griffith Medal and Prize (voor zijn gepubliceerde werk over breuken in polymeren) van de Materials Science Club of Great Britain. De prijs werd van 1965 tot 2021 uitgereikt aan personen wier werk een belangrijke bijdrage heeft geleverd of nog levert aan de materiaalkunde. De Materials Science Club is door de jaren heen uiteindelijk door allerlei fusies opgegaan in het het Instituut voor Materialen, Mineralen en Mijnwezen. In tegenstelling tot de studie van specifieke metalen (zoals metallurgie), stond de materiaalkunde als integrale discipline op dat moment nog in de kinderschoenen, en de Materials Science Club was een orgaan dat leiding gaf aan de verdere ontwikkeling van deze nieuwe discipline. De afdeling die Edgar oprichtte aan het Queen Mary College was de tweede in het land. De eerste afdeling, aan de Universiteit van Noord Wales in Bangor, hield zich alleen bezig met elektrische/elektronische materialen, zodat Edgars afdeling de eerste was in Engeland die materialen (zoals metalen, keramiek, polymeren, composieten enz.) integraal bestudeerde. Met zijn afdeling was Edgar pionier op een nieuw gebied van toegepaste wetenschap in Engeland, en de Materials Science Club was een vroege en belangrijke manifestatie van dat feit, ook al lijkt de naam van de club aan betekenis te hebben ingeboet omdat de club niet meer bestaat.
Een groot deel van de winnaars is Fellow of the Royal Society.

## Huxley Memorial Debate, Oxford Union 1986
Andrews werd uitgenodigd door de Oxford Union Society, een debatvereniging in Oxford, om op 16 februari 1986 deel te nemen aan het Huxley Memorial Debate (genoemd naar de bioloog Thomas Huxley, een van de belangrijkste verdedigers van Darwins theorie in de 19e eeuw). Samen met A. E. Wilder-Smith, Peter Ross en Theodore Wilson steunde hij de motie dat het creationisme betrouwbaarder is dan de evolutietheorie. Wilson diende de motie in en verzorgde de inleiding. Hun opponenten waren Richard Dawkins en John Maynard Smith.

## Creationistische visie
Andrews wordt door wetenschapshistoricus Ronald Numbers omschreven als Engelands "meest gerespecteerde creationistische wetenschapper van de late twintigste eeuw", een Hervormd Baptist, en sinds de jaren 60 van de twintigste eeuw een bekeerling tot de zondvloedgeologie zoals die wordt weergegeven in het boek The Genesis Flood: The Biblical Record and Its Scientific Implications, door Henry Morris en John Withcombe. Andrews verwierp echter sommige elementen van deze visie, met name de dogmatische aanvaarding van het jongeaardecreationisme, waarbij hij zelfs suggereerde dat de eerste dag van de schepping weleens 'van onbepaalde duur' kon zijn. Andrews volgt E. J. Young in zijn visie op Genesis 1:1 als een beschrijving van de schepping van het hele universum, inclusief de aarde, waarbij vers 2 en verder een beschrijving is van het vullen van een 'oude aarde' met 'jonge eigenschappen' (zowel geografisch als biologisch). Op pagina 123 van Wie heeft God gemaakt? citeert hij uit hoofdstuk 9 van zijn oudere boek Alles uit niets, waar hij aangeeft dat hij gelooft dat de schepping van het universum in Genesis 1:1 beschreven wordt (inclusief de aarde), en dat nergens wordt aangegeven hoelang geleden dat gebeurd is. Volgens Andrews is dit scenario goed te verenigen met een 'big bang', maar hij ziet ook problemen met de big bang. Het 'jonge-aarde' aspect beperkt zich volgens Andrews tot de bekleding en vervulling van de aarde vanaf vers 2.

## Michigan Molecular Institute
In 1972 was Andrews een van de vier wetenschappers die speciaal waren uitgenodigd om een wetenschappelijke artikelenreeks voor het MMI te schrijven en deze vervolgens te presenteren op het wetenschappelijk symposium van 28 tot en met 30 september 1972 dat plaatsvond na de opening van het Michigan Molecular Institute. Aan het symposium deden meer dan vierhonderd wetenschappers uit alle delen van de wereld mee. Er werden meerdere artikelen gepresenteerd, maar die van Andrews behoorde tot de vier speciaal 'uitgenodigde artikelen'. Deze vier artikelen (van Paul J. Flory, Melvin Calvin, Donald Lyman en Andrews) werden later verzameld en gepubliceerd in H. G. Elias' Trends in Macromolecular Science (Midland Macromolecular Monographs, dl. 1, Gordon & Breach, New York / Londen, 1973). Ze werden ook gepubliceerd in het gezaghebbende tijdschrift Angewandte Chemie (Intern. Ed. 1974, dl. 13, nr. 2).
De hoofdsprekers van de openingsceremonie waren Herman Francis Mark – door velen gezien als de vader van de macromoleculaire wetenschappen – en Paul Flory, die twee jaar later de Nobelprijs voor de chemie zou krijgen. Andere belangrijke aanwezigen bij de openingsceremonie waren Melvin Calvin (winnaar van de Nobelprijs voor de chemie in 1961), Charles Overberger (destijds vicevoorzitter van de afdeling wetenschappelijk onderzoek van de Universiteit van Michigan) en Herbert D. ‘Ted’ Doan (destijds president van de Michigan Foundation for Advanced Research, dat in de begintijd de belangrijkste sponsor van het MMI was).

## Bezoek aan Nederland
Op vrijdag 23 februari 2018 was Andrews op uitnodiging van Uitgeverij Maatkamp in Nederland om zijn nieuwe boek te presenteren (zie het laatste boek in de lijst met publicaties). Deze presentatie werd verzorgd door het Logos Instituut in samenwerking met Uitgeverij Maatkamp. De Nederlandse editie van zijn boek werd in januari gepubliceerd, zo'n 3 maanden eerder dan de oorspronkelijke Engelse editie die in juni 2018 verscheen bij Elm Hill, een imprint van HarperCollins. Het boek heeft ook een eigen website: What is man?.

## Publicaties (een selectie uit meer dan 100 wetenschappelijke publicaties)
- 1963 - Chemistry and Physics of Rubberlike Substances - mede-auteur. Editor: Leslie Bateman, destijds directeur van de Natural Rubber Producers' Research Association (waar Andrews hoofdnatuurkundige was), Welwyn Garden City, UK (London, Maclaren; New York, Wiley). Dit is volgens Andrews een werk waaraan vele auteurs hebben bijgedragen, waaronder verschillende toenmalige onderzoekers van het NRPRA, inclusief Andrews zelf. ISBN 9780853340607
- 1968 - Fracture in Polymers. Een monografie (wetenschappelijke studie over één bepaald onderwerp). ISBN 9780050016619
- 1971 - The influence of morphology on the mechanical properties of crystalline polymers. Uitgever: London: Queen Mary College, Faculty of Engineering.
- 1971 - Deformation of Irradiated Single Crystals of Polyethylene - in samenwerking met I. G. Voigt-Martin. Uitgever: London: Queen Mary College, Faculty of Engineering.
- 1971 - Solvent Stress Cracking and Crazing in Polymeric Glasses - Final Report (publicatie deel 1 & 2 in 1971, deel 3 in 1972) - in samenwerking met G. M. Levy and J. Willis. Uitgever: London: Queen Mary College, Faculty of Engineering.
- 1978 - Molecular Fracture in Polymers - medeauteur.
- 1979 - Developments in Polymer Fracture. ISBN 9780853348191
- 1980 - God, Science and Evolution. [niet meer leverbaar]
- 1984 - "Creationism in confusion?" - ingezonden brief in Nature als reactie op een artikel van Michael J. Howgate en Alan J. Lewis, getiteld: Evolution: Creationism in confusion (registreren of betalen om het materiaal te kunnen lezen)
- 1989 - From Nothing to Nature - A Basic Guide to Evolution and Creation. Vertaald in tien talen (anno 2012). ISBN 9780852341209
- 1994 - Christ and the Cosmos ISBN 9780852342206
- 1996 - Free in Christ, the message of Galatians ISBN 9780852343531
- 2003 - A Glorious High Throne, Hebrews Simply Explained ISBN 9780852345474
- 2009 - Who made God? Searching for a Theory of Everything (ISBN 9780852347638). Nederlandse editie: Wie heeft God gemaakt? - op zoek naar een allesverklarende theorie. ISBN 9789063181390
- 2018 - Wat is de mens? Adam, alien of aap?. ISBN 9789491706622

## Audio
- Interview met Andrews. Door Brian Auten van Apologetics 315. Duur: 50 minuten.
- Gesprek tussen Andrews en atheïst Robert Stovold. Premier Christian Radio (26 november, 2011).
- Gesprek tussen Andrews en evolutiobioloog Lewis Wolpert. Premier Christian Radio (3 december, 2011).
- Andrews over The Grand Design, het laatste boek van Stephen Hawking.
- Interview met The Poached Egg Podcast, 4 april 2012.
- Andrews' podcast.
- Huxley Memorial Debate. De bijdrage van Andrews.